# Хромцово (Фурмановский район)
Хромцо́во — село в Фурмановском районе Ивановской области. Административный центр Хромцовского сельского поселения.
Ближайшая железнодорожная станция (Малаховская) находится в 12 км на линии Иваново — Ярославль. По автомобильной дороге от Хромцова до районного центра (город Фурманов) — 10 км.

## История
В конце XIX — начале XX века деревня входила в состав Малуевской волости Нерехтского уезда Костромской губернии, с 1918 года — в составе Середского уезда Иваново-Вознесенской губернии.
С 1929 года деревня входила в состав Новинковского сельсовета Середского района Ивановской области, с 1931 года — в составе Каликинского сельсовета, с 1976 года — центр Хромцовского сельсовета, с 2005 года — центр Хромцовского сельского поселения.

## Население
| 1872 | 1897 | 1907 | 2010  |
| ---- | ---- | ---- | ----- |
| 73   | ↗74  | ↗89  | ↗1069 |

## Инфраструктура
В селе имеются Хромцовская основная школа (открыта в 1979 году), дом культуры, фельдшерско-акушерский пункт, отделение почтовой связи.

## Экономика
Градообразующим предприятием Хромцова является ОАО «Хромцовский карьер», запущенный в эксплуатацию в 1975 году.

## Достопримечательности
В селе расположена действующая Церковь иконы Божией Матери "Взыскание погибших" (2015).